# Дисциплінарна комісія Римської курії
Дисципліна́рна комі́сія Ри́мської ку́рії (лат. Commissio pro disciplina Curiæ Romanæ) — орган Римської курії, що відповідає за визначення дисциплінарних заходів до співробітників Римської курії. Комісію, що має ступінь папської заснував 5 жовтня 1981 року Папа Римський Іван-Павло II.
Складається з голови й шести членів, яких призначає Папа на п'ять років. Передбачає дисциплінарні санкції, такі як:
- усунення від посади;
- звільнення.

## Голови Дисциплінарної комісії Римської курії
До 2010 року Дисциплінарною комісією керував президент Папської ради тлумачення законодавчих актів (лат. Pontificium Consilium de Legum Textibus).
- кардинал Росаліо Хосе Кастільйо Лара (5 жовтня 1981 — 1990);
- кардинал Вінченцо Фаджоло (29 грудня 1990 — 1997);
- архієпископ Маріо Франческо Помпедда (1997 — 16 листопада 1999);
- кардинал Хуліан Ерранс Касадо (3 грудня 1999 — 11 травня 2010);
- єпископ Джорджо Корбелліні (11 травня 2010 —).